# Mademoiselle Des Brosses
Jeanne de La Rue, bekannt als Mademoiselle Des Brosses (* 1657; † 1. Dezember 1722 in Saint-Germain bei Gy-les-Nonains), war eine französische Schauspielerin.
Über Jeanne de La Rue ist fast nichts bekannt. Ihre erste Ehe schloss sie mit dem Adeligen Jean le Bond des Brosses. Nach dessen Tod ging sie eine zweite Ehe mit Michel Jumel ein.
An der Comédie-Française debütierte sie 1684 und wurde im darauffolgenden Jahr Sociétaire de la Comédie-Française. Ihre Stärke lag in tragischen Charakterrollen, in denen sie auch Erfolg hatte. So prägte sie viele Figuren, die sie, meist in Hauptrollen, spielte.
Im Jahr 1718 nahm sie den Abschied von der Bühne und zog sich auf ihren ländlichen Besitz zurück, wo sie auch starb. 

## Rollen (Auswahl)
- Clytemnestre in Agamemnon von Claude Boyer
- Comtesse in Le Joueur von Jean-François Regnard
- Grognac in Le Distrait von Jean-François Regnard
- Witwe in Le Double veuvage von Jean-François Regnard
- Madame Patu in Chevalier à la Mode von Dancourt